# Самостан Светог Ивана Крститеља и Антуна (Земун)
Фрањевачки самостан Светог Ивана Крститеља и Антуна налази се на углу улица Штросмајерове и Светосавске у Земуну и он је, данас, један од два фрањевачка самостана на територији Београда. Земунски самостан припада хрватској провинцији Ћирила и Методија, а други који се налази на Црквеном Крсту, припада фрањевачкој провинцији Босне Сребрене.

## Историјат фрањеваца у Земуну
О присуству католичког реда фрањеваца у Земуну постоји запис из 1344. године, а претпоставља се да они дошли у Земун још крајем 13. века. Године 1453, Турци су опустошили Земун, а фрањевци су га напустили и били су одсутни следећих скоро 300 година. Након освајања Београда од стране Еугена Савојског, 1717. године, фрањевци су у Београду изградили самостан, али су, након поновног пада града у турске руке, 3. децембра 1739. године, прешли у Земун где су, од 1750. до 1752. године, подигли самостан и једнобродну цркву посвећену светом Ивану Крститељу.

## Осамнаести век, пожар, обнова и 19. век
Крајем 18. века, било је неуспешних покушаја градских власти да се фрањевци иселе из самостана. Постоји документ из 1787. године у којем земунски Магистрат захтева да се самостан претвори у војну болницу, а да се свештеници иселе.
Црква и самостан изгорели су у пожару изазваном ударом грома, 1. августа 1790. године. Обнова је, након тога, трајала 40 година, док су се свештеници уселили 1807. године. Кнез Милош Обреновић је из пријатељских и хришћанских побуда помагао 1836. обнову фрањевачког самостана у Земуну под Аустријом. На молбу старешине Фаустина Паризија, који је у сачуваном латиничном писму од 16/28. јануара 1836., на слабом српском језику, тражио 40-50 фатухма ситног камена за поправу, Милош је већ 1. фебруара одобрио ту помоћ за грађење торња и обнову свете куће.  Торањ цркве подигнут је 1838. године. Крајем 19. и почетком 20. века, у самостану су, једно време, постојале две школе. Једна школа је била државна и држала је наставу на немачком језику, а друга је била приватна и у њој је настава била држана на српскохрватском језику.

## Самостан у 20. веку и данас
Самостанска црква била је седиште новобеоградске жупе светог Ивана Капистрана у периоду од 1971. до 2004. године. Замисао црквених власти била је да се у Новом Београду подигне још једна црква, али како се то показало неостваривим, жупа је враћена ђаковачко-сремском бискупу, 23. октобра 2004. године.
Деведесетих година 20. века, у самостану се чувало преко 6.000 књига и уметничких дела из Вуковара, који је тада био погођен ратним дејствима. Тадашњи гвардијан, патер Марко Куролт је, ризикујући и свој живот успео да то благо сачува и данас се оно опет налази у библиотеци где се и налазило пре ратних разарања. Самостанска библиотека у Вуковару, у част и као знак захвалности земунском гвардијану, носи име патера Марка Куролта.
Променом управних области католичке цркве, од 2008. године, црква и самостан територијално се налазе у Сремској бискупији Ђаковачко-осјечке надбискупије. У самостану се и данас чува крст под којим су фрањевци дошли из Београда, 1739. године, као и копија слике Ченстоховске Госпе.
Данашњи изглед самостана и цркве је сачуван из 1830. године, ови објекти су проглашени за споменик културе и под заштитом су државе. У оквиру фрањевачког самостана налазе се библиотека, трпезарија, сала за пријеме, а од уметничких дела издваја се слика Црне Госпе која је настала у 18. веку као копија чувене Ченстохонске Госпе из Пољске.

## Галерија
- Фрањевачка самостанска црква са конацима
- Улазна врата Самостана Светог Ивана Крститеља и Антуна у Земуну